# Bentheimer Eisenbahn AG
De Bentheimer Eisenbahn AG is een Duitse spoorwegonderneming, gevestigd te Nordhorn, die een gelijknamige goederenspoorlijn onderhoudt tussen Bad Bentheim en het Nederlandse Coevorden. Sinds 2019 is er weer een reizigersdienst op het deel Bad Bentheim - Neuenhaus. Het bedrijf is sinds 1 januari 1935 eigendom van de Kreis Grafschaft Bentheim.

## Geschiedenis
In 1896 opende de Bentheimer Kreisbahn (BK) een spoorlijn tussen Bentheim en Neuenhaus. In 1908 werd de lijn verlengd naar Gronau en in 1910 in noordelijke richting naar Coevorden. De hele lijn was 76 kilometer lang en open voor (druk) personen- en goederenverkeer. In 1923 werd de naam gewijzigd in de huidige. Direct na de Tweede Wereldoorlog nam het vervoer van aardolie uit olievelden bij Osterwald en Emlichheim, direct over de grens bij Schoonebeek toe. De olie werd later echter getransporteerd via pijpleidingen. Tussen 1931 en 1967 exploiteerde de BE ook de spoorlijn Enschede-Zuid - Ahaus.
Bij het vervoer van reizigers leverde de BE tussen 1949 en 1967 een speciale dienst in de vorm van een rechtstreekse verbinding van Neuenhaus naar Hannover, Helmstedt en Braunschweig. In de periode 1963-1974 daalde het goederenvervoer. Toen Gronau begin jaren tachtig zijn goederenverbinding met Münster verloor, werd de lijn Bentheim-Gronau gesloten. Een aansluiting naar het militair depot in Ochtrup werd in 1985 geopend.
In de 21e eeuw is de Bentheimer Eisenbahn, naast de Regiopa-personentreinen, actief in het goederenvervoer per spoor, niet alleen over de eigen lijn, maar ook op de spoorwegnetten van Duitsland zowel als Nederland. Ook exploiteert het bedrijf een uitgebreid net van streekbusdiensten en de stadsbussen in Nordhorn.

## Project Regiopa

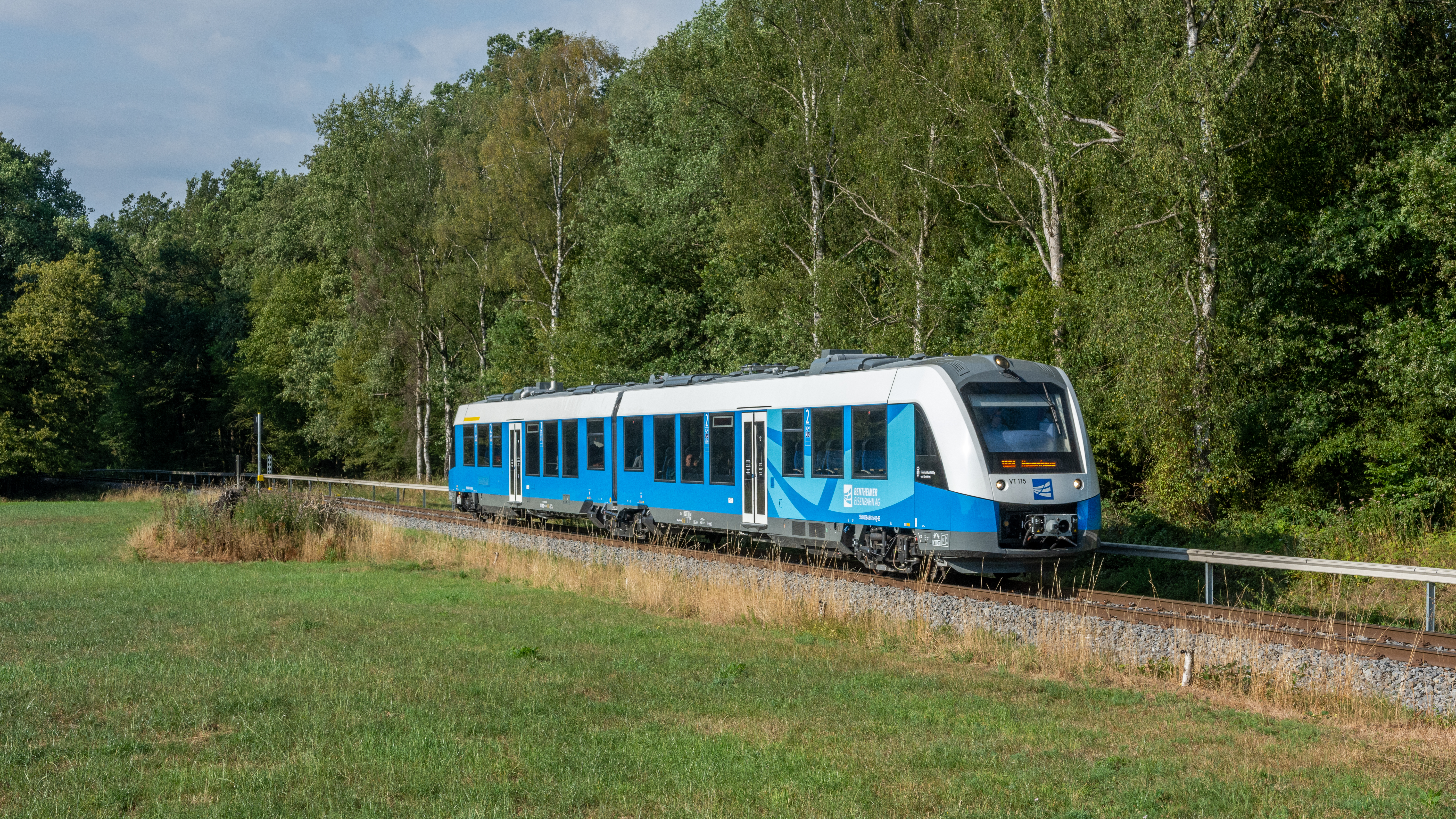
Coradia Lint van de BE bij Quendorf

Op 7 juli 2019 werd de spoorlijn tussen Bad Bentheim en Neuenhaus heropend voor personenvervoer. Er wordt gereden in opdracht van de Landesnahverkehrsgesellschaft Niedersachsen, met een initieel contract voor drie jaar dat werd verlengd tot 20 jaar. 
De treindienst, die in het Duitse spoorboekje als RB56 wordt vermeld, startte nog niet in december 2018, zoals aangekondigd, maar door bezwaarprocedures op 6 juli 2019. De feestelijke opening vond plaats met ritten waarvan de opbrengst naar een goed doel ging.
De exploitatie door de BE geschiedt met vijf dieselmechanische Alstom Coradia Lint 41-tweewagentreinstellen, waarvan de eerste twee op 18 januari 2019 in Bad Bentheim werden afgeleverd. Ze dragen namen van graven en vorsten van Bentheim: VT 111 Fürstin Pauline Emma zu Bentheim und Steinfurt, VT 112 Fürst Alexis Carl zu Bentheim und Steinfurt, VT 113 Graf Hermann Friedrich von Bentheim, VT 114 Graf Ludwig I. von Bentheim und Steinfurt en VT 115 Friedrich Karl Phillip von Bentheim.
Er wordt gereden onder de naam Regiopa Express op het traject van Bad Bentheim via Nordhorn naar Neuenhaus. De treinen sluiten ieder uur aan op de Regionalbahn naar Hengelo en Rheine-Bielefeld in beide richtingen. Het project  Regiopa (een samentrekking van 'Regio' en 'Europa') hield onder meer in:
- een uurdienst van de Regiopa Express
- verhoging van de baanvaksnelheid van 50 naar 80 km/u,
- aanpassing van de overwegen om de veiligheid te vergroten,
- modernisering van de stations Bad Bentheim, Nordhorn en Neuenhaus,
- opening van spoorweghaltes in Quendorf, Nordhorn Blanke en Neuenhaus Süd.

### Toekomstplannen

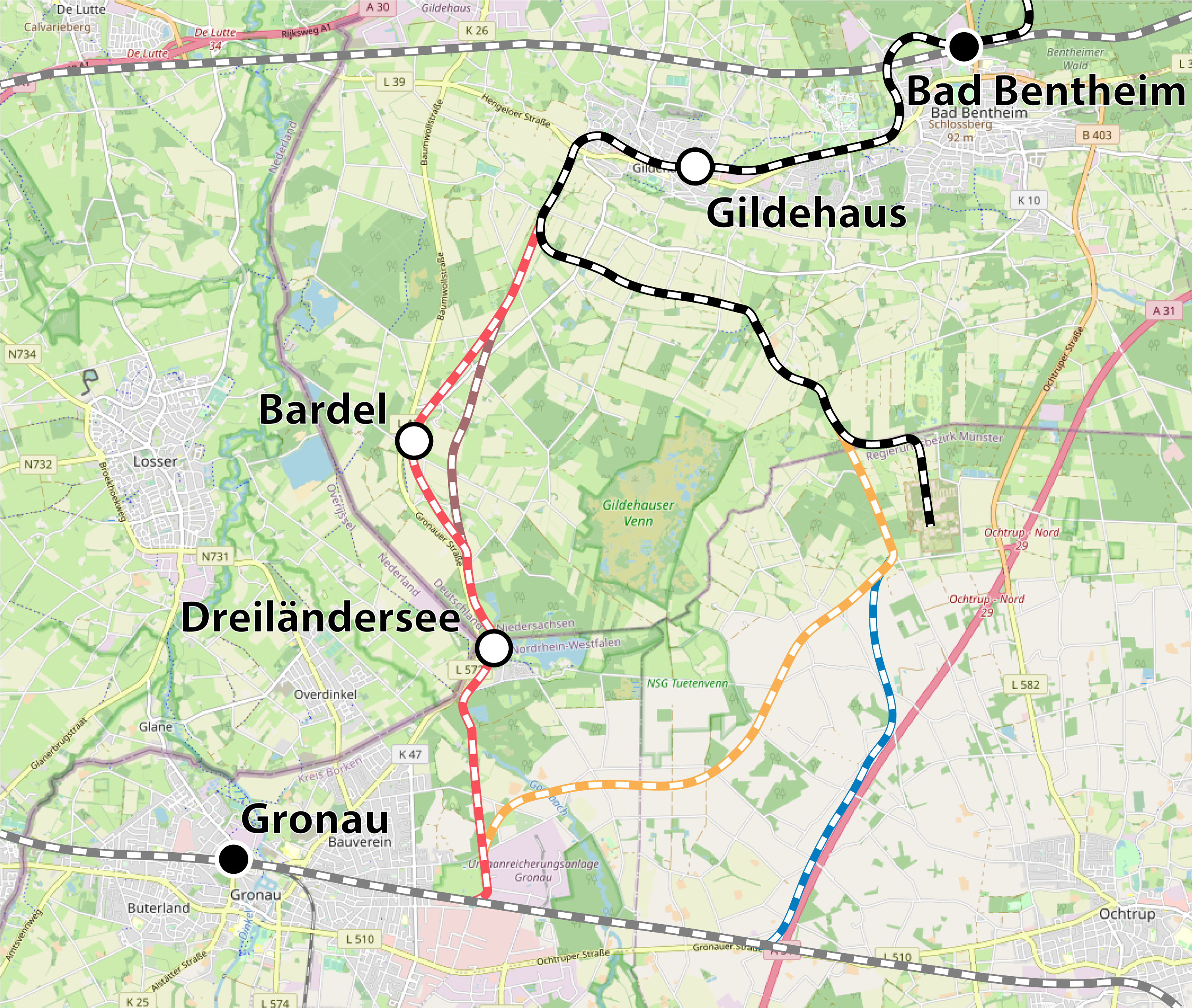
Keuzemogelijkheden voor het tracé tussen Bad Bentheim en Gronau

Gestreefd wordt naar verlenging van de reizigersdienst in noordelijke richting naar Emlichheim en uiteindelijk naar Coevorden. Ook in zuidelijke richting worden uitbreidingsmogelijkheden bestudeerd. In augustus 2020 werd aan de Technische Universiteit Braunschweig de opdracht verstrekt voor een haalbaarheidsstudie naar reactivering en deels heraanleg van het traject van Bad Bentheim naar Gronau.
Als voorbereiding op de verlenging van de reizigersdienst richting Emlichheim en Coevorden kocht de BE in 2023 zes extra Coradia Lint 41-treinstellen tweedehands bij de Deutsche Bahn. Deze treinstellen uit de DB-serie 648.0, daterend uit 2000 en 2001 en afkomstig van regionale spoorlijnen in het Sauerland, komen in grote lijnen overeen met de vijf reeds aanwezige Lints. Voor de verlengde reizigersdienst zullen drie treinstellen worden opgeknapt met gebruikmaking van onderdelen van de overige drie. Voor de langere termijn wordt gedacht aan vervanging van de dieselmotoren door op waterstof werkende verbrandingsmotoren als onderdeel van een toekomstig regionaal waterstofnetwerk.

## Spoorlijnen
- Bentheim-Nordhorn (16 december 1895, 17,6 km)
- Nordhorn-Neuenhaus (16 april 1896, 10,5 km)
- Bentheim-Gronau (21 juni 1908, 18,6 km)
- Neuenhaus-Emlichheim (23 december 1909, 17,8 km)
- Emlichheim-Coevorden (12 september 1910, 15,6 km)

## Bedrijfsvoering
De Bentheimer Eisenbahn nam begin jaren dertig de bedrijfsvoering over van:
- de Ahaus-Enscheder Eisenbahn van 1 december 1931 tot 1 juli 1991
- de Meppen-Haselünner Eisenbahn van 1 januari 1933 tot 1 januari 1973

De Bentheimer Eisenbahn nam met ingang van 1 oktober 1959 de bedrijfsvoering over van de Landeskleinbahnamt Hannover voor de onderstaande spoorwegondernemingen:
- de Kleinbahn Ihrhove-Westrhauderfehn tot eind 1973
- de Kreisbahn Aurich tot 1964
- de Kreisbahn Emden-Pewsum-Greetsiel tot 25 mei 1963